# Ascarat
Ascarat è un comune francese di 323 abitanti situato nel dipartimento dei Pirenei Atlantici nella regione della Nuova Aquitania. Il suo territorio è bagnato dal fiume Nive.

## Società

### Evoluzione demografica
Abitanti censiti